# 日慶寺
日慶寺（にちけいじ）は、東京都荒川区にある日蓮宗の寺院。

## 概要
天文年間（1532年～1555年）、日慶比丘尼によって開山された。当時は谷中に位置していた。
1704年（宝永元年）、円心院日相尼は荒廃し廃寺状態だった谷中の旧寺を現在地に移転した。
境内には、「正応2年（1289年）」の銘が残る板碑がある。

## 交通アクセス
- 南千住駅より徒歩7分（経路案内）。